# Thyreobaeus scutiger
Genre
Espèce
Thyreobaeus scutiger, unique représentant du genre Thyreobaeus, est une espèce d'araignées aranéomorphes de la famille des Linyphiidae.

## Distribution
Cette espèce est endémique de Madagascar.

## Description
La femelle holotype mesure 1,6 mm.

## Publication originale
- Simon, 1889 : Études arachnologiques. 21e Mémoire. XXXI. Descriptions d'espèces et de genres nouveaux de Madagascar et de Mayotte. Annales de la Société Entomologique de France, sér. 6, vol. 8, p. 223-236 (texte intégral).